# Astrid Holm
Astrid Holm est une actrice de cinéma danoise, née le 9 mars 1893 à Sorø et morte le 29 octobre 1961 .

## Biographie
Astrid Holm a une formation de danseuse de ballet mais c'est vers la carrière de comédienne qu'elle se tourne en 1910. Elle travaillera pour plusieurs théâtres sans grand succès.  En 1917, elle fait ses débuts à la Filmfabriken Danmark pour ensuite rejoindre Nordisk Film,.
Elle est l'épouse du danseur de ballet Holger Holm.

## Filmographie partielle
- 1921 : La Charrette fantôme de Victor Sjöström
- 1922 : La Sorcellerie à travers les âges de Benjamin Christensen
- 1925 : Le Maître du logis de Carl Theodor Dreyer